# Saints (album)
Saints je sólové studiové album amerického hudebníka Marca Ribota, vydané v září 2001 společností Atlantic Records. Z naprosté většiny obsahuje skladby od jiných autorů, například od Alberta Aylera, Johna Zorna a skupiny The Beatles. Ribot písně nahrál sám s kytarou, podobně jako v případě alba Don't Blame Me (1995), vydaného pouze pro japonský trh. Album produkoval Ribotův dlouholetý spolupracovník J. D. Foster.

## Seznam skladeb
| Pořadí         | Název                             | Autor                                     | Délka |
| -------------- | --------------------------------- | ----------------------------------------- | ----- |
| 1.             | Saints                            | Albert Ayler                              | 4:39  |
| 2.             | Book of Heads #13                 | John Zorn                                 | 3:33  |
| 3.             | I'm Getting Sentimental Over You  | George Bassman, Ned Washington            | 4:13  |
| 4.             | Empty                             | Marc Ribot, Francois Lardeau              | 2:21  |
| 5.             | Happiness Is a Warm Gun           | John Lennon, Paul McCartney               | 4:32  |
| 6.             | I'm Confessin' (That I Love You)  | Doc Daughtery, Al Neiburg, Ellis Reynolds | 4:01  |
| 7.             | Go Down Moses                     | tradicionál, aranžmá Ribot                | 4:04  |
| 8.             | St. James Infirmary               | tradicionál, aranžmá Ribot                | 3:42  |
| 9.             | Somewhere                         | Leonard Bernstein, Stephen Sondheim       | 2:41  |
| 10.            | Holy Holy Holy                    | tradicionál, aranžmá Ribot                | 4:38  |
| 11.            | It Could Have Been Very Beautiful | John Lurie                                | 4:10  |
| 12.            | Witches and Devils                | Albert Ayler                              | 4:24  |
| Celková délka: | Celková délka:                    | Celková délka:                            | 42:34 |

## Obsazení
- Marc Ribot – kytary